# Lubuniec (przystanek kolejowy)
Lubuniec – zlikwidowany przystanek osobowy przy drodze z Lubunia do Żelówka, w województwie pomorskim, w Polsce. Przystanek znajdował się przy rozebranej linii kolejowej Słupsk – Budowo.